# Fred Grandy
Fred Grandy, Fredrick Grandy (ur. 29 czerwca 1948 w Sioux City w stanie Iowa) – amerykański aktor i polityk; członek Partii Republikańskiej.

## Życiorys
W latach 1987-1993 przez trzy kadencje był przedstawicielem szóstego okręgu (który uległ następnie likwidacji), a od 3 stycznia 1993 do 3 stycznia 1995 przez jedną kadencję przedstawicielem piątego okręgu wyborczego stanu Iowa w Izbie Reprezentantów Stanów Zjednoczonych. W 1994 kandydował na urząd gubernatora stanu Iowa. W 2011 w prawyborach w Partii Republikańskiej poparł Newta Gingricha jako kandydata na urząd prezydenta Stanów Zjednoczonych.
Jako aktor znany jest głównie z roli Gophera w serialu komediowym Statek miłości (1977-86). W latach 70. i 80. pojawił się również gościnnie w kilku innych serialach telewizyjnych. Od zakończenia w 1986 realizacji Statku miłości nie gra w ogóle; wyjątkiem był gościnny występ w jednym z odcinków serialu Prawo i porządek w 2003. Prowadził także własny program w radiu.
Jest absolwentem Uniwersytetu Harvarda.